# Tchitrec de Bedford
Terpsiphone bedfordi
Espèce
Statut de conservation UICN

 LC  : Préoccupation mineure
Le Tchitrec de Bedford (Terpsiphone bedfordi) est une espèce de passereaux de la famille des Monarchidae.

## Répartition
Cet oiseau est endémique de la République démocratique du Congo.

## Systématique
Le nom valide complet (avec auteur) de ce taxon est Terpsiphone bedfordi (Ogilvie-Grant, 1907).
Ce taxon porte en français les noms vernaculaires ou normalisés suivants : Tchitrec de Bedford, Gobemouche paradis de Bedford.
L'espèce a été initialement classée dans le genre Trochocercus sous le protonyme Trochocercus bedfordi Ogilvie-Grant, 1907.

### Étymologie
Son épithète spécifique, bedfordi, ainsi que son nom vernaculaire « de Bedford », lui ont été donnés en l'honneur d'Hastings Russell, 12e duc de Bedford (1888-1953).